# Миленко Стојичић
Миленко Стојичић (Мркоњић Град, 1956 — Бања Лука, 11. мај 2019) био је српски писац, есејиста, књижевни критичар, антологичар и новинар из Републике Српске, Босне и Херцеговине.

## Биографија
Рођен је 1956. године у Мркоњић Граду, гдје је завршио основну школу и гимназију. Живео је и радио у Бањој Луци.
Био је уредник Културно-образовног програма на радију РТРС. Писао је фељтоне и колумне у „Вечерњим новостима“, „Ослобођењу“, „Гласу Српске“, „Независним новинама“ и „Фокусу“. Објавио је тридесетак књига, међу којима неколико књига пјесама и приповијетки, десетак романа итд. Приредио је „Антологију српске приповијетке РС“, а његова дјела су заступљена у антологијама „Млада српска проза“, „Најљепше српске приче“ и др. Нека дјела су му превођена на француски и њемачки језик.

## Награде
Добитник је Кочићеве награде за 2010. годину, Годишње награде удружења књижевника Републике Српске, награде Кочићево перо, књижевних награда Иво Андрић, Зија Диздаревић, Младен Ољача, Веселин Маслеша, Никица Павлић, Гордана Тодоровић, награде Фондације „Петар Кочић“ из Дортмунда, награде „Вечерњих новости“ за фељтон итд. Добио је Награду Удружења књижевника Српске за најбољу књигу у 2011. години, за роман „Пиши тише Андрићево име“.

## Дела
књиге пјесама
- „Стилус“, Београд
- „Псалми и проклетства“, Свјетлост, Сарајево 1988.
- „Брижит Бардо књижевности“, Бања Лука

књиге приповијетки
- „Књига од живог меса“, Глас, Бања Лука, 1987.
- „Слаткиш за Варлама Тихоновића“
- „Министру свјетске књижевности“, Октоих, Подгорица 1996.
- „Андрићев писмар“, Београд
- „Сентиментална историја књижевности“, Бесједа, Бања Лука. 2003.  99938-35-42-0.
- „Причар“, Глас српски. 2002.  978-86-7119-225-5.
- „Кратке приче у дуге ноћи“, Бања Лука

романи
- „Уштапи“, Веселин Маслеша. 1986.  978-86-21-00088-3.
- „Од страха почетница“, Свјетлост, Сарајево, 1990.
- „Тајна буквица“, Књижевна омладина Србије, Београд, 1995.
- „Перо на жуч“, Рад, Београд, 1995.
- „Кочић, муња над књижевином“
- „Титон“, Филип Вишњић, Београд. 2007.  978-86-7363-534-7.
- „Адресат Андрић“, Народна књига - Алфа. 2002.  978-86-331-0727-3.
- „Казанова у Савезу комуниста“, Бесједа, Бања Лука. 2000.  978-86-7492-005-3.
- „Ломоносов: први Рус“, Прелом, Бања Лука. 2003.  99938-648-6-2.
- „Бањалучки милоштар“, Art print, Бања Лука, 2008.
- Пиши тише Андрићево име, издавач: Радио-телевизија Републике Српске (2011)[7]

остало
- „Антологија савремене приповијетке РС“ - антологија
- „Еколоквијум“, ЈПШ Шуме Републике Српске - антологија и еко читанка
- „Те(к)стирање читача“ - књига есеја и критика
- „Добро(не)дошла књига“, Глас Српски. 1996.  978-86-7119-087-9. - књига документарне прозе
- „Киш, уобличења“ - књига посвећена Данилу Кишу
- „Лијепа књига о Кочићу“, Бесједа, Бања Лука, 2004.
- „Моји разговорници“, Књижевна задруга, Бања Лука, 2004.
- „Бескрај Крајине“
- „64 поља књижевности“,
- „Књига над Бањалуком“
- „Мноштвена књига“